# Nadie oyó gritar a Cecilio Fuentes
Nadie oyó gritar a Cecilio Fuentes es una película en blanco y negro de Argentina dirigida por Fernando Siro según su propio guion escrito en colaboración con Dalmiro Sáenz sobre el cuento El mal necesario, de Dalmiro Sáenz que se estrenó el 19 de agosto de 1965 y que tuvo como protagonistas a Fernando Siro, Walter Vidarte, Luis Medina Castro y Alberto Argibay. Tuvo el título alternativo de Nadie lo oyó gritar.
Por este filme Fernando Siro fue galardonado con el premio Concha de Plata en el Festival Internacional de Cine de San Sebastián de 1965.

## Sinopsis
Un hombre perdió una mano al ser atacado por una patota pero la policía no encuentra testigos del hecho.

## Reparto
Intervinieron en el filme los siguientes intérpretes:
- Fernando Siro …Inspector Saá
- Walter Vidarte …El mochila
- Luis Medina Castro …Cecilio Fuentes
- Alberto Argibay …El ciego
- Elena Cruz …Marcela
- Diana Maggi …Gloria
- Lautaro Murúa …Dr. Romay
- Ignacio Quirós …Hernán
- Laura Bove …Graciela
- Graciela Dufau …Ana
- Rodolfo Ranni
- Gloria García
- Zulma Grey
- Mario Savino
- Jorge Cano
- Amadeo Sáenz Valiente
- Francisco Rullán

## Comentarios
César Magrini opinó:

”Con mayor rigor intelectual, descartando elementos gratuitos y las tremendas dosis de violencia…el film hubiese sido más homogéneo y sus valores se destacarían en otra magnitud. De todas maneras, hay en Siro. Indudables dotes de narrador, indudable talento e inquietudes.”

Jaime Potenze escribió en La Prensa:

”Quizás el principal mérito en Siro esté en la captación psicológica expresada a través de imágenes muy elocuentes…pero el mérito del director ha sido no quedarse en esos aciertos, y procurar un dinamismo que capte el interés del espectador, y lo conduzca a través de la trama con habilidad.”

Por su parte, Manrupe y Portela escriben:

”A mitad de camino entre lo policial y lo psicológico, con una violencia inusual para la época en que fue filmada y con inquietudes variasen la narración y el montaje.”